# Мир искуства
Мир искусства (ру. Мир искусства, у преводу Свет уметности) био је руски часопис и уметнички покрет. Имао је велики утицај на Русе који су утицали на развој европске уметности током прве деценије 20. века. Часопис је имао ограничен тираж ван Русије.
Од 1909, неколико мирискусника (тј. чланова покрета) такође је учествовало у продукцијама компаније Ballets Russes Сергеја Дјагиљева.

## Историјат
Уметничку групу је у новембру 1898. основала група студената у којој су били Александар Бенуа, Константин Сомов, Дмитриј Философов, Леон Бакст и Ежен Лансер.
На почетку постојања група је организовала изложбе руских и финских уметника у Стиглиц музеју примењене уметности у Санкт Петербургу.
Часопис су 1899. у Санкт Петербургу суоснивали Александра Беноа, Леона Бакста и Сергеј Дјагиљев (главни уредник). Они су имали за циљ да нападну уметничке стандарде застареле школе Передвижници и промовишу уметнички индивидуализам и друге принципе сецесије. Теоријске декларације уметничких покрета изнете су у чланцима Дјагиљева „Тешка питања”, „Наша замишљена деградација”, „Стална борба”, „У потрази за лепотом” и „Основи уметничког уважавања” објављени у Н1/2 и Н3/4 новог часописа.
У свом „класичном периоду“ (1898-1904) уметничка група је организовала шест изложби: 1899 (Међународна), 1900, 1901 (На Империјалнојј академији уметности у Санкт Петербургу), 1902 ( Москва и Санкт Петербург), 1903, 1906 ( Санкт Петербург). Шеста изложба је виђена као покушај Дјагиљева да спречи одвајање московских чланова групе који су организовали засебну „Изложбу 36 уметника” (1901), а касније и „Савез руских уметника” (од 1903). Часопис је угашен 1904.
У периоду 1904–1910 Мир искусства није постојао као посебна уметничка група. Његово место наследио је Савез руских уметника који је званично трајао до 1910, а незванично до 1924. У Савезу су били сликари ( Валентин Серов, Константин Коровин, Борис Кустодијев, Зинаида Серебрјакова, Сергеј Леднев-Шукин), илустратори ( Иван Билибин, Константин Сомов, Дмитриј Митрохин ), рестауратори (Игор Грабар) и сценографи (Николај Рерихин, Сергеј Рерихин ).
Године 1910. Беноа је у часопису Rech' објавио критички чланак о Савезу руских уметника. Мир искусства је поново створен. Николај Рерих је постао нови председник. Група је примила нове чланове укључујући Натана Алтмана, Владимира Татлина и Мартироса Сарјана. Током 1917. председник групе је постао Иван Билибин. Исте године већина чланова Каро пуба је ушла у групу.
Група је организовала бројне изложбе: 1911, 1912, 1913, 1915, 1916, 1917, 1918, 1921, 1922, Санкт Петербург, Москва). Последња изложба Мир искусства организована је у Паризу 1927. године. Неки чланови групе прешли су у друге уметнички покрете као што су Жар-Цвет (Москва, организован 1924) и Четири уметности (Москва-Лењинград, организована 1925).
Као и енглески прерафаелити пре њих, Беноа и његови пријатељи били су згрожени антиестетском природом модерног индустријског друштва и настојали су да консолидују све неоромантичне руске уметнике под заставом борбе против позитивизма у уметности.
Беноа и 'Мир Искуства' су 1902. оснивали издавачку кућу. Креирали су разгледнице са репродукцијама уметничких ремек-дела, 'образовне' разгледнице са кратким коментарима и сликама из различитих области науке (географија, зоологија, итд.). Међутим, потражња је била прилично мала. Само су пејзажи и пејзажи продавани у великим накладама, а до 1909. године издавачка кућа је почела да штампа књиге. Објавили су водиче о Павловску, Санкт Петербургу, музеју Ермитаж, изврсно издање Бронзаног коњаника са илустрацијама Беноа и многе друге.

## Галерија
- Репрезентативни радови
- Леон Бакст
- Мстислав Добужински
- Александар Бенуа
- Евгениј Лансере
- Константин Сомов